# Traité de Saint-Germain-en-Laye (25 octobre 1679)
Pour les articles homonymes, voir Traité de Saint-Germain-en-Laye.
Le traité de Saint-Germain-en-Laye est un traité signé le 25 octobre 1679 entre le roi de France Louis XIV et l'électeur de Brandebourg Frédéric Guillaume Ier, constituant un complément au traité homonyme signé en juin de la même année par lequel le Brandebourg restituait à la Suède ses possessions de Poméranie et Stettin.
Par le traité signé le 25 octobre, il recevait des subsides de la France et s'engageait à donner son suffrage au roi ou au dauphin en cas d'élection impériale.